# Ephippiochthonius nanus
Espèce
Synonymes
- Chthonius austriacus nanus Beier, 1953
- Chthonius nanus Beier, 1953
- Chthonius elbanus Beier, 1963

Ephippiochthonius nanus est une espèce de pseudoscorpions de la famille des Chthoniidae.

## Distribution
Cette espèce se rencontre en Italie en Ligurie, au Piémont, en Lombardie, au Trentin-Haut-Adige, en Vénétie, en Frioul-Vénétie Julienne, en Émilie-Romagne, en Toscane, en Marches, en Ombrie, au Latium, en Sardaigne et en Sicile, en France en Provence-Alpes-Côte d'Azur et en Corse et en Suisse,.

## Description
Les mâles mesurent de 1,0 à 1,3 mm et les femelles de 1,1 à 1,3 mm.

## Publication originale
- Beier, 1953 : Ueber eine Pseudo scorpioniden-Ausbeute aus ligurischen Hohlen. Bollettino della Societa Entomologica Italiana, vol. 83, p. 105-108.